# Чучев, Григорий Алексеевич
Григорий Алексеевич Чучев (12 (25) января 1908, Миасский завод, Оренбургская губерния — 4 ноября 1973, Москва) — советский военачальник, заместитель командующего Дальней авиацией ВВС СССР. Генерал-полковник авиации (7.05.1960).

## Биография
В детстве рано осиротел, беспризорничал, был взят в семью и воспитан одним из рабочих завода. Окончил школу ФЗУ, работал слесарем-электриком на Миасском напилочном заводе. Член комсомола с 1926 года. Затем окончил рабфак в Свердловске и учился в Ленинградском электромеханическом институте.
В Красной Армии с июня 1931 года по партийному набору. В 1931 году окончил Ленинградскую военно-теоретическую школу ВВС РККА, в 1933 году — 14-ю военную школу лётчиков в городе Энгельс. С июня 1933 года служил младшим лётчиком в 201-й авиационной бригаде ВВС Белорусского военного округа (Витебск). С ноября 1934 служил в 40-й авиационной бригаде имени К. Е. Ворошилова: младший лётчик, старший лётчик, командир звена, командир авиаотряда, инструктор эскадрильи по технике пилотирования. С апреля 1938 года служил помощником командира 5-го и затем 43-го легкобомбардировочный авиационных полков 70-й авиационной бригады ВВС Белорусского военного округа. Участник похода РККА в Западную Белоруссию в сентябре 1939 года. С февраля по март 1940 года участвовал в советско-финской войне в должности помощника командира легкобомбардировочного авиационного полка. За отличия в боях в Финляндии награждён своим первым орденом и в апреле 1940 года назначен командиром 128-го скоростного бомбардировочного авиационного полка 12-й смешанной авиационной дивизии ВВС Белорусского Особого военного округа (полк базировался на аэродроме Улла в Витебской области). В январе 1941 года направлен учиться в академию.
В 1941 году окончил первый курс Военной академии командного и штурманского состава ВВС РККА. Член ВКП(б) с 1931 года.
Участник Великой Отечественной войны с 22 июня 1941 года. Во главе 128-го бомбардировочного авиационного полка воевал на Западном и Калининском фронтах, участвовал в Приграничном сражении в Западной Белоруссии, в Смоленском сражении и в битве за Москву. С июня 1942 года — заместитель командира 211-й ближнебомбардировочной авиационной дивизии (3-я воздушная армия, Калининский и Западный фронты). Участвовал в Первой Ржевско-Сычёвской операции, в сентябре 1942 года был тяжело ранен и несколько месяцев лечился в госпитале.
С февраля 1943 по май 1945 года командовал 270-й бомбардировочной авиационной дивизией 8-й воздушной армии (Южный, 4-й Украинский и 3-й Белорусский фронты). За высокую выучку по бомбардировочной подготовке и производству бомбометания с пикирования полковнику Чучеву Г. А. и всему личному составу 270-й бомбардировочной авиационной дивизии Главнокомандующим ВВС маршалом авиации Новиковым А. А. объявлена благодарность и дивизия поставлена в пример всем бомбардировочным частям и соединениям ВВС Красной Армии. За боевые заслуги 23 октября 1943 года она была преобразована в 6-ю гвардейскую бомбардировочную авиационную дивизию и удостоена почётного наименования «Таганрогская», награждена орденами Красного Знамени, Суворова и Кутузова. Во главе дивизии полковник Чучев участвовал в Ворошиловградской операции, в воздушной операции по уничтожению немецкой авиации на аэродромах в мае 1943 года, в Миусской и Донбасской операциях, в битве за Днепр, в Мелитопольской, Никопольско-Криворожской, Крымской, Белорусской, Гумбиннен-Гольдапской, Восточно-Прусской наступательных операциях.
После войны до 1947 года продолжал командовать этой дивизией (передана в Прибалтийский военный округ). В марте 1947 года направлен на учёбу, в 1949 году окончил с золотой медалью Высшую военную академию имени К. Е. Ворошилова. С апреля 1949 года — командир 74-го бомбардировочного авиационного корпуса дальнего действия. С марта 1953 года служил заместителем командующего, а с июля 1953 года — командующим 43-й воздушной армией Дальней авиации, с ноября 1954 года — заместителем командующего Дальней авиацией. Были присвоены высшие воинские звания: генерал-майор авиации (20.04.1945), генерал-лейтенант авиации (3.08.1953), генерал-полковник авиации (7.05.1960). С ноября 1956 года — заместитель командующего Дальней авиацией по стратегической авиации, с июля 1958 года — заместитель командующего Дальней авиации по боевой подготовке. С ноября 1965 года находился в распоряжении Главнокомандующего ВВС СССР.

Могила Чучева на Новодевичьем кладбище.

Генерал-полковник авиации Г. А. Чучев вышел в отставку в апреле 1966 года.
Похоронен в Москве на Новодевичьем кладбище.

## Награды
- Орден Ленина(30.12.1956)
- 5 орденов Красного Знамени (11.04.1940, 24.02.1942, 14.02.1945, 13.05.1945,19.11.1951)
- Орден Суворова 2-й степени (16.05.1944)
- Орден Кутузова 2-й степени (17.09.1943)
- Орден Отечественной войны 1-й степени (29.02.1944)
- Орден Красной Звезды(05.11.1946)
- 9 медалей[5], в том числе:
  - Медаль «За боевые заслуги» (03.11.1944)
  - Медаль «За оборону Москвы» (01.05.1944)
  - Медаль «За Победу над Германией» (09.05.1945)
  - Медаль «За взятие Кенигсберга» (09.06.1945)
- 18 благодарностей от имени Верховного Главнокомандующего Маршала Советского Союза Сталина И. В. лично Чучеву Г.А. и боевым соединениям под его командованием.

## Отзывы сослуживцев
Генерал-полковник авиации Григорий Алексеевич Чучев был по-армейски строг, подчеркнуто пунктуален, обладал железной логикой, здравомыслием и в самых, казалось, неразрешимых делах всегда находил простые и ясные решения. ... Жесткий, порою излишне крутоват в отношениях с ближайшим окружением...— Решетников В. В. Что было — то было. — М.: Эксмо, Яуза, 2004. — Глава «Корпус».

## Память
- В 1978 году именем Григория Чучева была названа одна из новых улиц Таганрога[6].
- Именем Григория Чучева названа улица в Миассе[2].
- Мемориальные доски установлены на здании электроцеха Миасского напилочного завода и на доме №4 по улице Чучева в Миассе[7].